# Cyphonocerus triangulus
Cyphonocerus triangulus is een keversoort uit de familie glimwormen (Lampyridae). De wetenschappelijke naam van de soort is voor het eerst geldig gepubliceerd in 2006 door Jeng, Yang & Satô.